# I Abide
I Abide è l'album di debutto della cantante norvegese Marte Heggelund, pubblicato il 20 marzo 2006 su etichetta discografica Warner Music Norway.

## Tracce
1. I Abide – 3:37
2. Founder of All – 3:11
3. None to Spare – 2:49
4. Just Like I Would – 3:10
5. Your Game Tonight – 3:47
6. Scratching the Stitches – 3:20
7. Angel in Too Deep – 3:33
8. Confirmation – 3:04
9. A Million to One – 2:34
10. Medicine of Burns – 3:07
11. Shut Down – 3:00

## Classifiche
| Classifica (2006) | Posizione massima |
| ----------------- | ----------------- |
| Norvegia          | 36                |